# Beatlesque

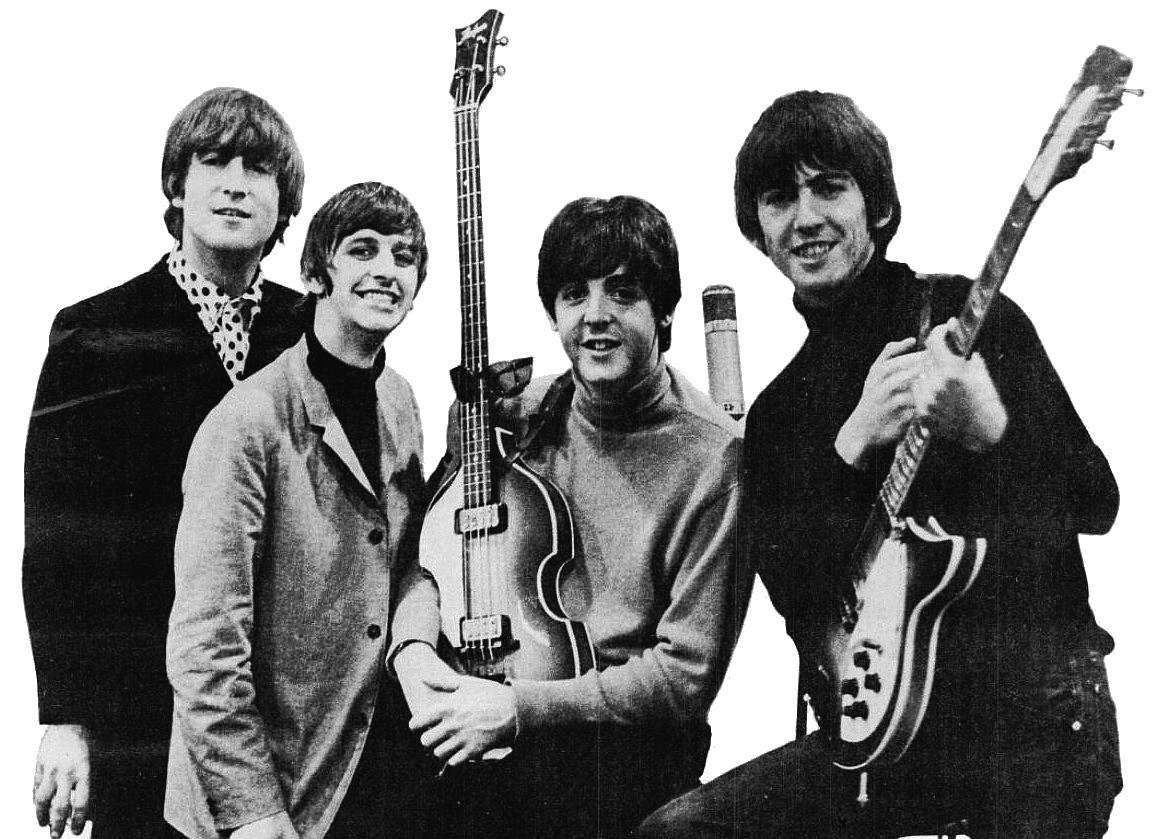
The Beatles, 1965

"Beatlesque"  ou "Beatles-esque" descreve uma semelhança musical com a banda de rock inglesa The Beatles. O termo é vagamente definido e tem sido aplicado de forma inconsistente a uma grande variedade de artistas díspares.

## Definições
Para explicar melhor o que a palavra pode significar, oito respostas possíveis foram formuladas pelo produtor de rádio Kevin Howlett, pelo professor de música Rob Bowman e pelo baterista do Klaatu, Terry Draper:
- Conjuntos de tons de piano no estilo "Penny Lane" (também ouvidos em "Getting Better" e "With a Little Help from My Friends")
- "o grande final", como em "It's All Too Much"
- harmonias próximas influenciadas pelo bluegrass, usando intervalos de quarta
- Violoncelos inspirados em "I Am the Walrus"
- o contraste estilístico entre Lennon e McCartney
- a bateria canhota e destra; referindo-se ao hábito de Ringo Starr de tocar bateria com a mão direita, apesar de ser canhoto
- quando o público sente que a banda é uma continuação dos Beatles, como foi o caso de Klaatu
- um simulacro do som reputado dos Beatles que, em última análise, não significa nada ("uma cópia sem um original").[2]

Jack Sakamoto de Toronto Star, comentou: "A noção [de algumas pessoas] desse som inclui todos, desde Panic! at the Disco a Billy Joel e Red Hot Chili Peppers. Com esses pontos de referência, é discutível se os próprios Beatles se qualificariam para o adjetivo que sua música gerou." Scott Freiman de Culture Sonar, argumentou que qualquer um que seja "Beatlesque" tem "que ser uma banda - não apenas um cantor/compositor com uma banda de apoio... [mas ter] vários compositores e vários vocalistas".
Escrevendo em 2017, o crítico da Rolling Stone Rob Sheffield identificou Paul McCartney como o Beatle cujo personagem melhor se encaixava no termo "Beatlesque", acrescentando: "Se você não gosta dos Beatles, é porque você não gosta de Paul. Se você os ama apesar de suas falhas, você quer dizer as falhas de Paul..."

## Artistas associados

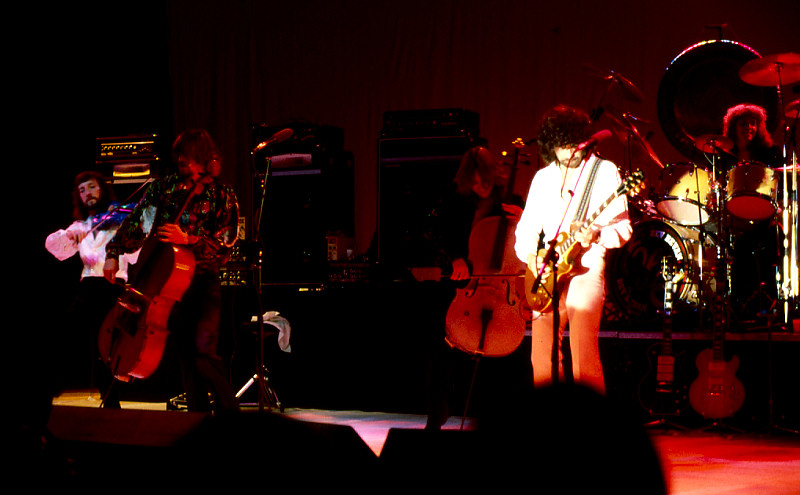
Electric Light Orchestra, 1978

### Atos notáveis descritos como "Beatlesque"

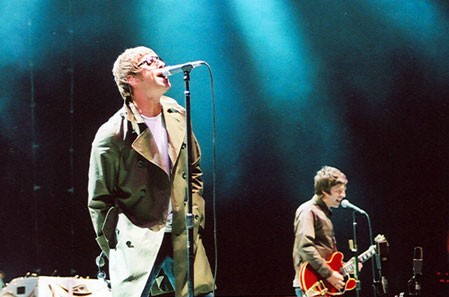
Oasis, 2005

- Badfinger[6][7] – Os primeiros artistas a assinar com a Apple Records dos Beatles. Suas canções "Come and Get It" (1969), "No Matter What" (1970) e "Day After Day" (1971) foram produzidas por McCartney, o road manager dos Beatles, Mal Evans, e George Harrison, respectivamente.
- Big Star[7][8] – Embora a banda americana tenha atraído elogios da crítica por seu trabalho influenciado pelos Beatles na década de 1970, sua vida foi controversa e curta. Eles ganharam elogios da crítica e seguidores cult, apesar da falta de sucesso comercial.[9]
- The Byrds[10][11] – Às vezes considerados os "Beatles americanos".[7] Embora a sua influência a longo prazo tenha provado ser comparável à dos Beatles em termos de som e estilo, The Byrds não conseguiram igualar as vendas de discos dos seus contemporâneos.[12]
- Cheap Trick[7][13] – Também conhecidos como "Beatles Americanos".[13] Além disso, o álbum do grupo de 1980, All Shook Up, foi produzido pelo produtor de longa data dos Beatles George Martin, e a apresentação ao vivo do grupo de músicas dos Beatles culminou com um álbum ao vivo completo apoiado por uma orquestra, intitulado Sgt. Pepper Live (2009).[14]
- Electric Light Orchestra[6][7][8] – Formado explicitamente com a intenção de "continuar de onde os Beatles pararam", o grupo provou ser um dos poucos grupos Beatles a alcançar sucesso comercial sustentado. Além disso, o vocalista Jeff Lynne iniciou uma colaboração musical com George Harrison no final dos anos 1980 que o levou a trabalhar em vários projetos relacionados aos Beatles. No início dos anos 1970, John Lennon elogiou ELO como "filhos dos Beatles" e citou sua música "Showdown" de 1973 como sua favorita..[8]
- Elephant 6 – Não uma banda, mas um coletivo delas. O coletivo é notoriamente inspirado no pop psicodélico da década de 1960, incluindo os Beatles e os Beach Boys, com bandas como The Apples In Stereo[15] e Of Montreal[16] reunindo comparações com os Beatles.
- Harry Nilsson – Durante uma coletiva de imprensa em 1968, perguntaram aos Beatles qual era seu grupo americano favorito e responderam "Nilsson". Às vezes conhecido como "O Beatle Americano",[17] ele era amigo íntimo de John Lennon e Ringo Starr.
- Klaatu[6] – Falsamente rumores de que seriam os próprios Beatles, reformados.[6] A banda às vezes é conhecida como "Beatles Canadenses".[18]
- Oasis[6][7][19] – A influência dos Beatles foi rotulada como uma "obsessão" pela mídia britânica.[20] Durante sua carreira de 1991 a 2009, o amplo sucesso da banda em termos de cultura e alcance social fez com que fosse possivelmente a banda mais popular desde os Beatles.[7]
- Squeeze[7] –  dupla de compositores da banda britânica, Chris Difford e Glenn Tilbrook, atraiu comparações com a parceria Lennon-McCartney. Tanto Difford quanto Tilbrook reconheceram a influência da comparação no catálogo da banda.[21]

### Outros
- Bee Gees (primeiros anos)[22][23]
- Chris Hillman[24]
- Marshall Crenshaw[25][26]
- Fountains of Wayne[4]
- The Knack[4]
- The La's[27][28]
- Los Shakers[29]
- Panic! at the Disco (álbum Pretty. Odd.)[30][31]
- The Sea Nymphs[32]
- The Smithereens[33]
- Tame Impala[34]
- XTC[4][35]